# Primer ministro de Tayikistán
El primer ministro de la República de Tayikistán (en tayiko: Сарвазири Ҷумҳурии Тоҷикистон) es el jefe de gobierno de Tayikistán. Al tratarse de una república presidencialista, el Presidente de la República ejerce el poder ejecutivo cediendo al Primer ministro las atribuciones que determine el jefe del Estado. El primer ministro integra el Gobierno de la República junto a su primer viceministro, los viceministros, los ministros y los presidentes de los comités estatales. 
El actual primer ministro es Kokhir Rasulzoda, elegido por el presidente Rahmon el 23 de noviembre de 2013.

## Características

### Elegibilidad
Los miembros del Gobierno deben tener la ciudadanía de la República de Tayikistán solamente y no tendrán derecho a ocupar otro cargo, ser diputados de órganos representativos, ejercer actividades empresariales, con excepción de las actividades científicas, creativas y educativas.
El artículo 69 determina que es el presidente de la República quien nombra y destituye al primer ministro (también a otros miembros del Gobierno) cumpliendo con la formalidad constitucional de presentar los decretos de nombramiento y destitución del primer ministro a la sesión conjunta de la Asamblea Suprema para su aprobación ya que no es posible rechazar la decisión presidencial (artículo 55)
Según el artículo 73 de la Constitución, después de ser nombrados por el presidente de la República y de aprobarse el decreto en una sesión conjunta del Majlisi Milli y el Majlisi Namoyandagon, los miembros del Gobierno prestan juramento ante el presidente de la República. 

### Mandato
La constitución tayika (1992) no especifica una duración determinada para el mandato del primer ministro que queda, por tanto, a discreción del presidente de la República.  
En caso de que el Gobierno, encabezada por el primer ministro, reconozca su incapacidad para funcionar normalmente, podrá presentar su dimisión al presidente. Todos los miembros del Gobierno tienen derecho a dimitir. El procedimiento de organización, actividad y competencias del Gobierno se determina por una ley constitucional.

### Funciones constitucionales
El primer ministro, como jefe del Gobierno, de conformidad con la Constitución y las leyes de la República, emite decretos y órdenes cuya ejecución es obligatoria en el territorio de Tayikistán. Así mismo, el primer ministro garantiza una dirección eficaz en el funcionamiento de la economía, la esfera social y espiritual, la aplicación de las leyes, las resoluciones tanto conjuntas como por separado de las dos cámaras legislativas que conforma la Asamblea Suprema de Tayikistán y los decretos y órdenes del presidente de Tayikistán.
El Gobierno presenta a la consideración del Senado los programas socioeconómicos, las cuestiones de desembolso y recepción de créditos estatales, la prestación de asistencia económica a otros estados, la propuesta del presupuesto estatal y el posible monto del déficit del presupuesto estatal y las fuentes de su financiación.
Tanto su mandato como su acción de gobierno es responsable ante el presidente de la República.

## Listado de primeros ministros (desde 1991)
| #   | Nombre | Nombre                              | Nombre                                                  | Inicio                   | Final                    | Partido | Elecciones            | Presidente | Presidente                  |
| --- | ------ | ----------------------------------- | ------------------------------------------------------- | ------------------------ | ------------------------ | ------- | --------------------- | ---------- | --------------------------- |
| 1.º |        |                                     | Izatullo Khayoyev Иззатулло Ҳаёев (1936-2015)           | 25 de junio de 1991      | 9 de enero de 1992       | ҲКТ     | Elección presidencial |            | Qahhor Mahkamov (1990-1991) |
| 1.º |        | Qadriddin Aslonov interino (1991)   | Izatullo Khayoyev Иззатулло Ҳаёев (1936-2015)           | 25 de junio de 1991      | 9 de enero de 1992       | ҲКТ     | Elección presidencial |            |                             |
| 1.º |        | Rahmon Nabiyev (1991-1992)          | Izatullo Khayoyev Иззатулло Ҳаёев (1936-2015)           | 25 de junio de 1991      | 9 de enero de 1992       | ҲКТ     | Elección presidencial |            |                             |
| 2.º |        |                                     | Akbar Mirzoyev Акбар Мирзоев (n. 1939)                  | 9 de enero de 1992       | 21 de septiembre de 1992 | Indep.  | Elección presidencial |            |                             |
| 2.º |        | Akbarsho Iskandarov interino (1992) | Akbar Mirzoyev Акбар Мирзоев (n. 1939)                  | 9 de enero de 1992       | 21 de septiembre de 1992 | Indep.  | Elección presidencial |            |                             |
| 3.º |        |                                     | Abdumalik Abdullajanov Абдумалик Абдуллоҷонов (n. 1949) | 21 de septiembre de 1992 | 18 de diciembre de 1993  | HIMT    | Elección presidencial |            |                             |
| 3.º |        | Emomali Rahmon (1992- )             | Abdumalik Abdullajanov Абдумалик Абдуллоҷонов (n. 1949) | 21 de septiembre de 1992 | 18 de diciembre de 1993  | HIMT    | Elección presidencial |            |                             |
| 4.º |        |                                     | Abdujalil Samadov Абдуҷалил Самадов (1949-2004)         | 18 de diciembre de 1993  | 2 de diciembre de 1994   | Indep.  | Elección presidencial |            |                             |
| 5.º |        |                                     | Jamshed Karimov Ҷамшед Каримов (n. 1940)                | 2 de diciembre de 1994   | 8 de febrero de 1996     | Indep.  | Elección presidencial |            |                             |
| 5.º |        |                                     | Jamshed Karimov Ҷамшед Каримов (n. 1940)                | 2 de diciembre de 1994   | 8 de febrero de 1996     | Indep.  | Elección presidencial |            |                             |
| 6.º |        |                                     | Yahyo Azimov Яҳё Азимов (n. 1947)                       | 8 de febrero de 1996     | 20 de diciembre de 1999  | Indep.  | Elección presidencial |            |                             |
| 7.º |        |                                     | Oqil Oqilov Оқил Оқилов (n. 1944)                       | 20 de diciembre de 1999  | 23 de noviembre de 2013  | HXDT    | Elección presidencial |            |                             |
| 8.º |        |                                     | Kokhir Rasulzoda Оқил Оқилов (n. 1959)                  | 23 de noviembre de 2013  | en el cargo              | HXDT    | Elección presidencial |            |                             |

## Fuente
- Esta obra contiene una traducción  derivada de «Prime Minister of Tajikistan» de Wikipedia en inglés, concretamente de esta versión del 29 de enero de 2014, publicada por sus editores bajo la Licencia de documentación libre de GNU y la Licencia Creative Commons Atribución-CompartirIgual 4.0 Internacional.

- Datos: Q2734978
- Multimedia: Prime ministers of Tajikistan / Q2734978